# Černá hora (Krkonoše)
Černá hora (německy Schwarzenberg či též Spiegelkoppe) je hora ve východních Krkonoších, nacházející se 3,5 km severozápadně nad lázeňským městečkem Janské Lázně a 5 km jižně od Pece pod Sněžkou. S výškou 1300 m nepatří mezi nejvyšší krkonošské vrcholy, ale s prominencí 215 metrů (převýšení od sedla s Liščí horou nad Hrnčířskými Boudami) jde o třetí nejprominentnější horu Krkonoš a dominantu rozlehlé Černohorské rozsochy.
Hora je zalesněna, na svazích se místy nacházejí louky kolem horských budov. Kousek od vrcholu se nachází Černohorské rašeliniště, které je velmi turisticky vyhledávané.

## Stavby na vrcholu
Vrcholová část Černé hory je poměrně plochá a velmi rozlehlá, takže se na ní nachází hned několik významných staveb:
- Přímo na vrcholu hory byl vybudován z dálky viditelný 78 m vysoký televizní vysílač, uvedený do provozu roku 1977. Z tohoto vysílače vysílá i Hitrádio Černá Hora.
- Asi 400 m severovýchodně od vrcholu stojí hotel Černá bouda s vlastním lyžařským vlekem, 600 m jihovýchodně od vrcholu stojí další dvě boudy s vlastním vlekem – Horský hotel (s vysílačem DAB[3]) a Sokolská bouda.
- Asi 800 m východo-jihovýchodně od vrcholu se nachází horní stanice 2304 m dlouhé kabinkové lanovky Černohorský Express z Janských Lázní, postavená v roce 2006 na místě kabinkové lanovky z roku 1980. Kabinky lanovky jsou osmimístné a jde o jedinou lanovku tohoto druhu v Česku. V rámci lyžařského areálu vede po jihovýchodních svazích Černé hory ještě sedačková lanovka Protěž a také několik kratších vleků, které spojují 4 červené a 10 modrých sjezdovek.
- Specialitou lyžařského areálu na Černé hoře je také 3,5 km dlouhá sáňkařská dráha od horní stanice lanovky po Zvonkové cestě do Janských Lázní, která vede místy, kudy se jezdilo na saních rohačkách už před 100 lety. Saně si lze půjčit u dolní stanice lanovky.
- Na předposledním sloupu původní lanovky z roku 1928 je zřízena 24 m vysoká rozhledna Panorama, otevřená roku 1998 a nabízející výborné panoramatické výhledy.

## Přístup
Přístup je možný mnoha způsoby, nejjednodušeji lanovkou z Janských Lázní a od horní stanice po silničce kolem Sokolské boudy k vysílači. Za ním se mezi stromy nalézá geodetický bod. Na vrcholovou plošinu Černé hory vede i řada turistických značených cest a cyklotras, mj. červená značka z Janských Lázní.

## Fotogalerie

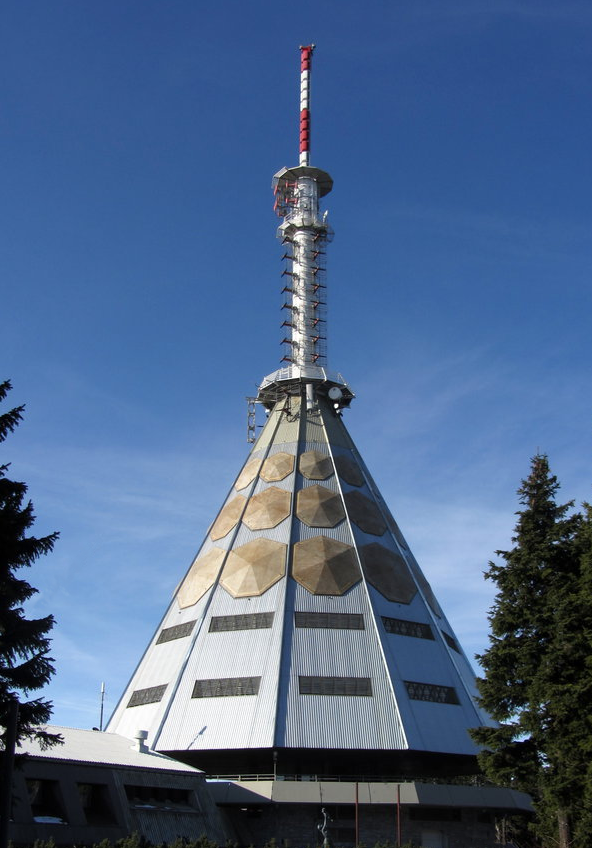
Vysílač na Černé hoře
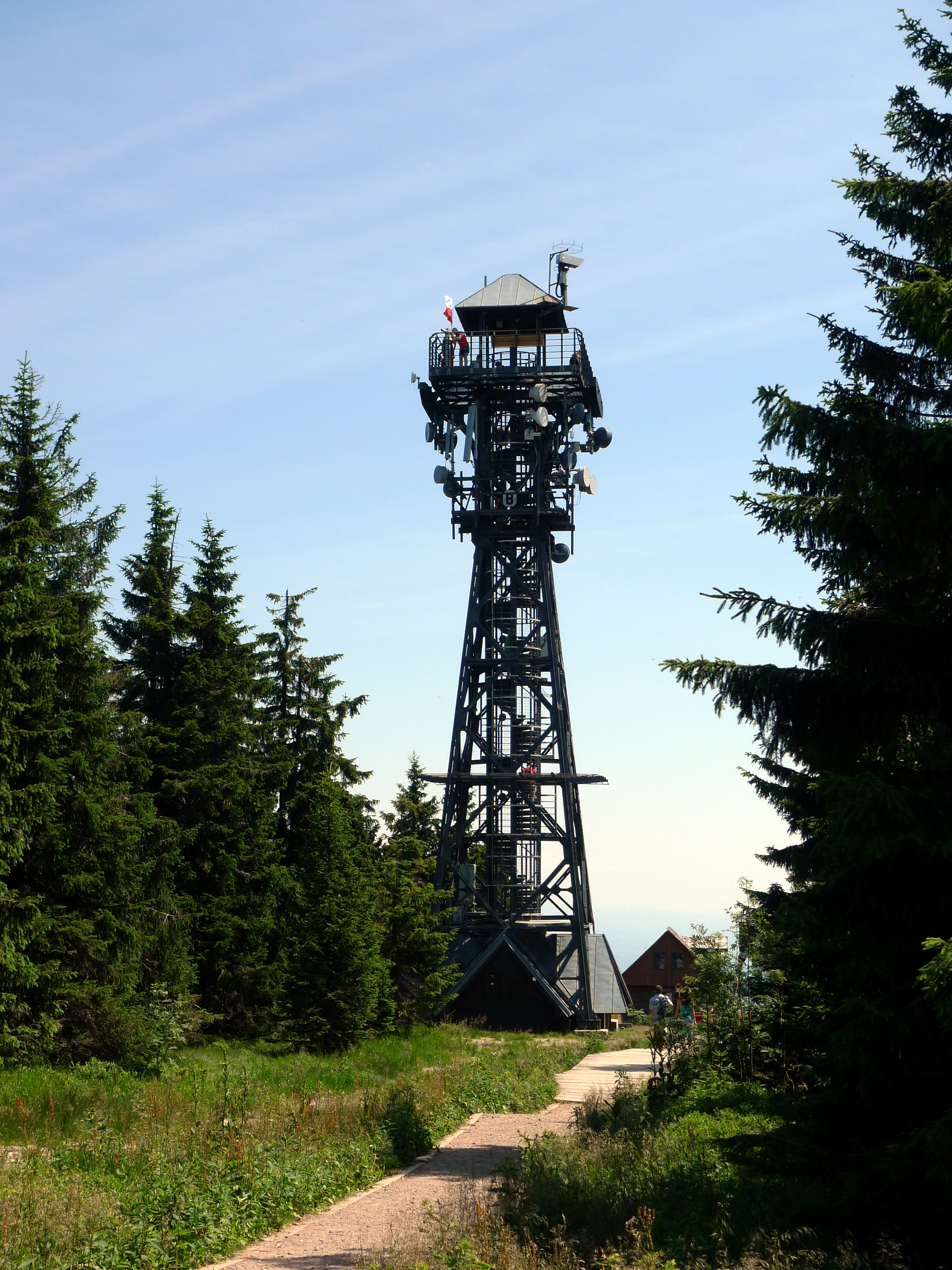
Rozhledna na Černé hoře
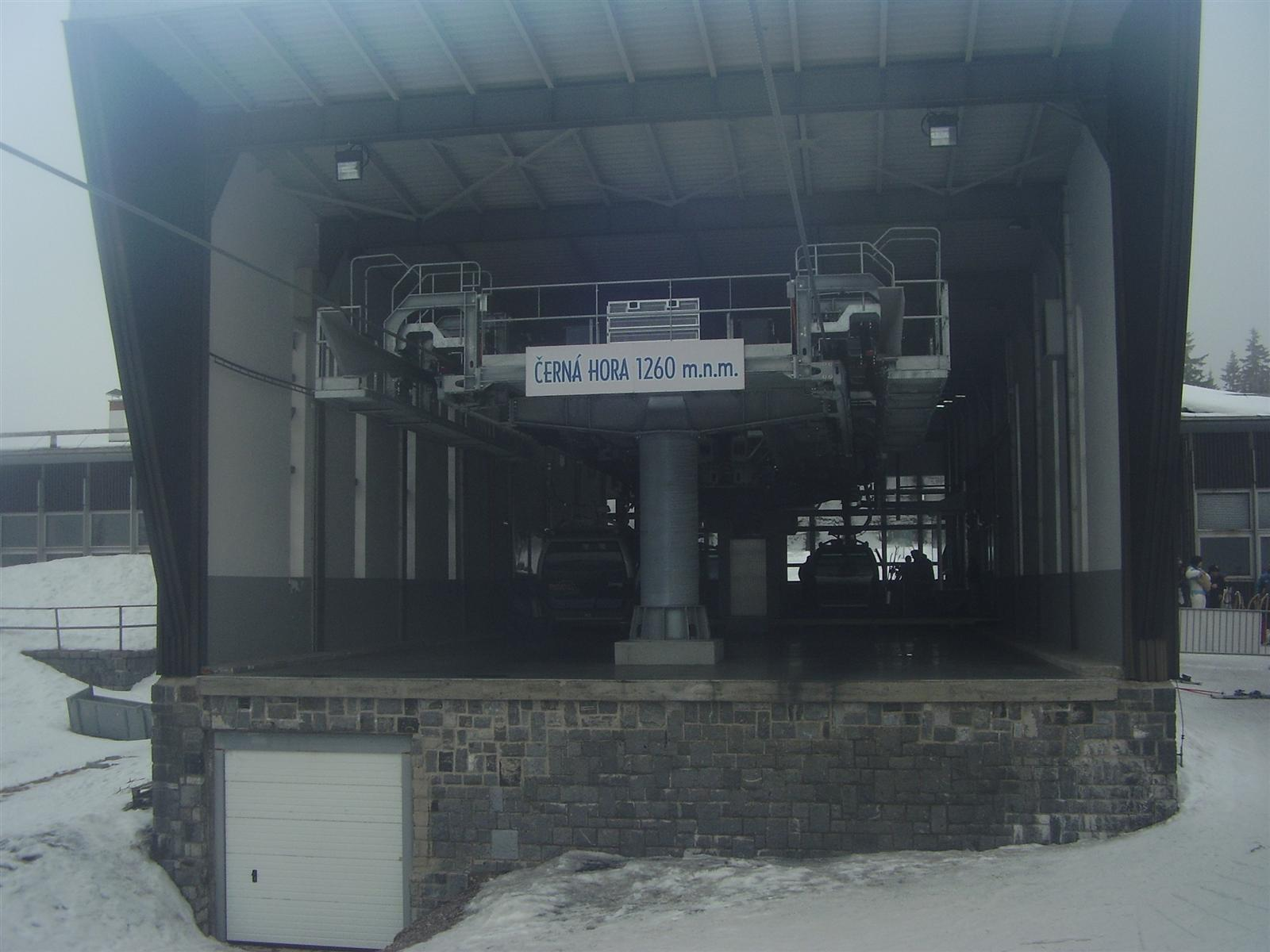
Horní stanice lanovky Janské Lázně–Černá hora
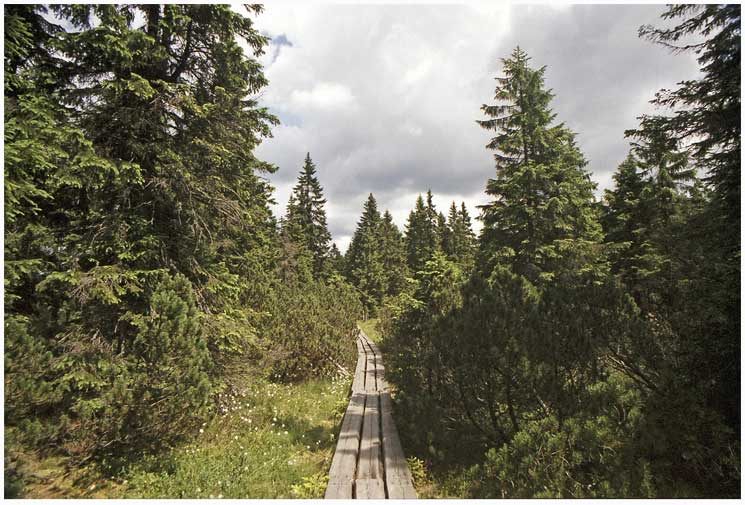
Černohorské rašeliniště
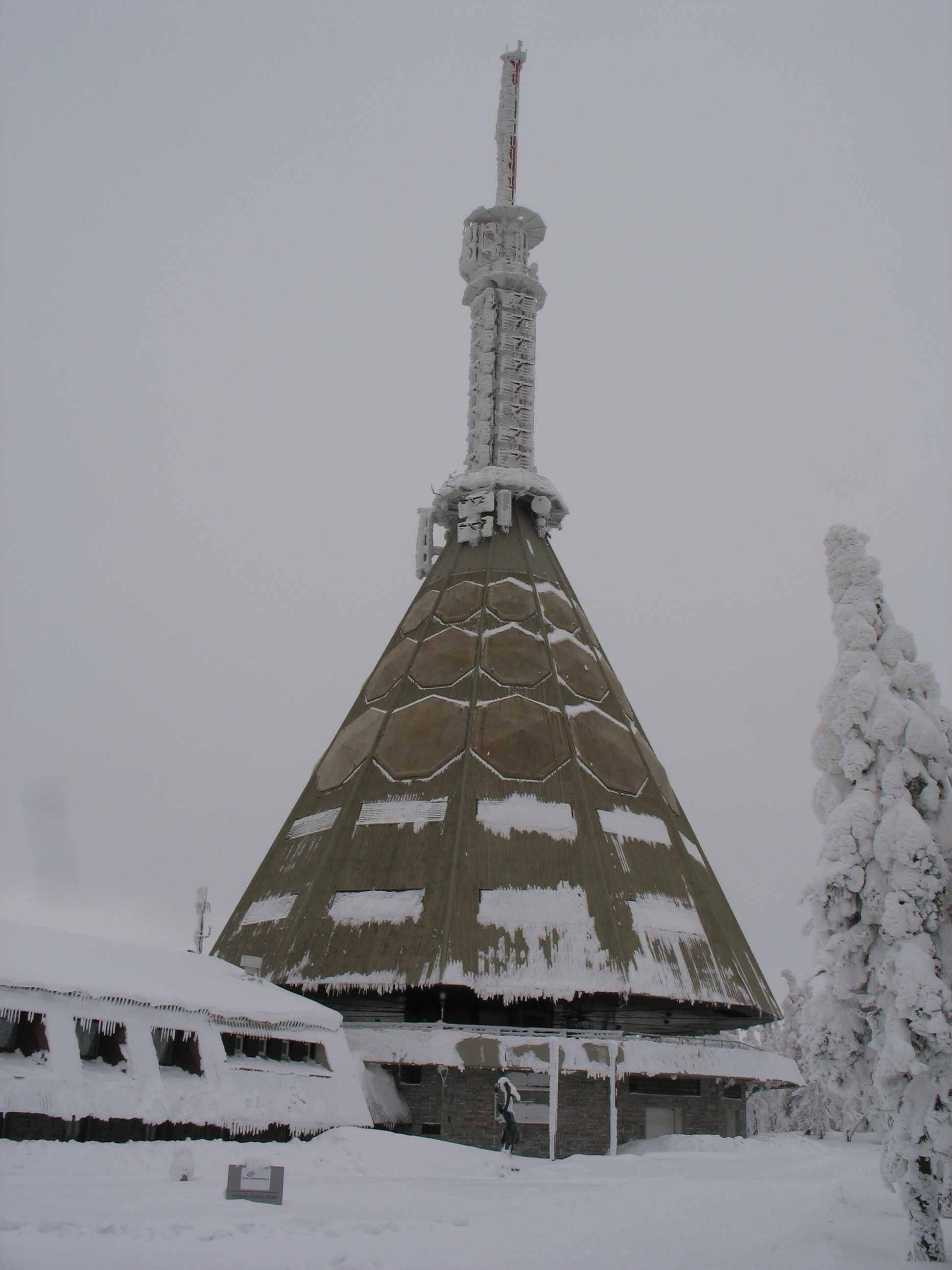
Vysílač zblízka v zimě
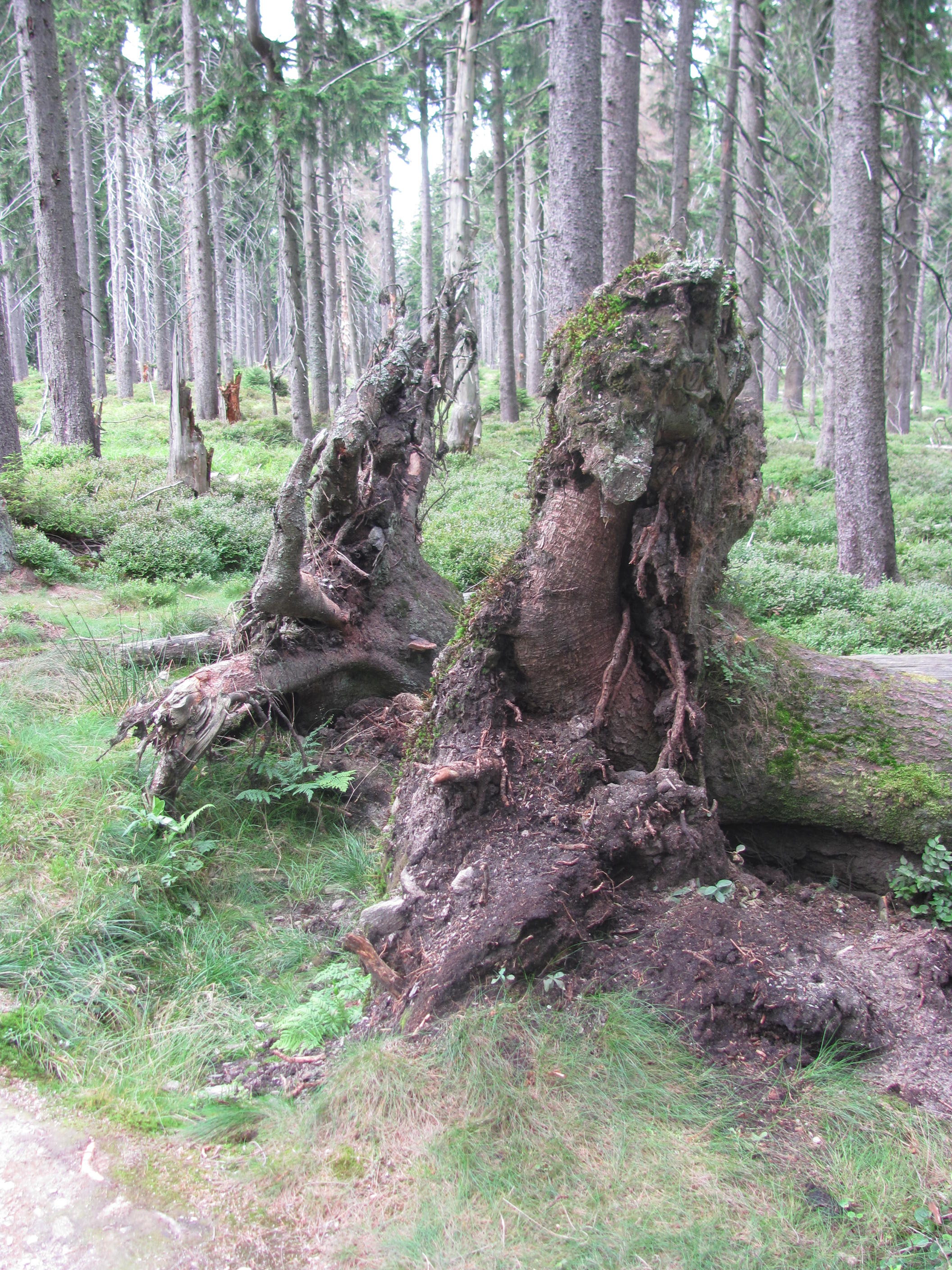
Les na Černé hoře